# Herbie Brennan

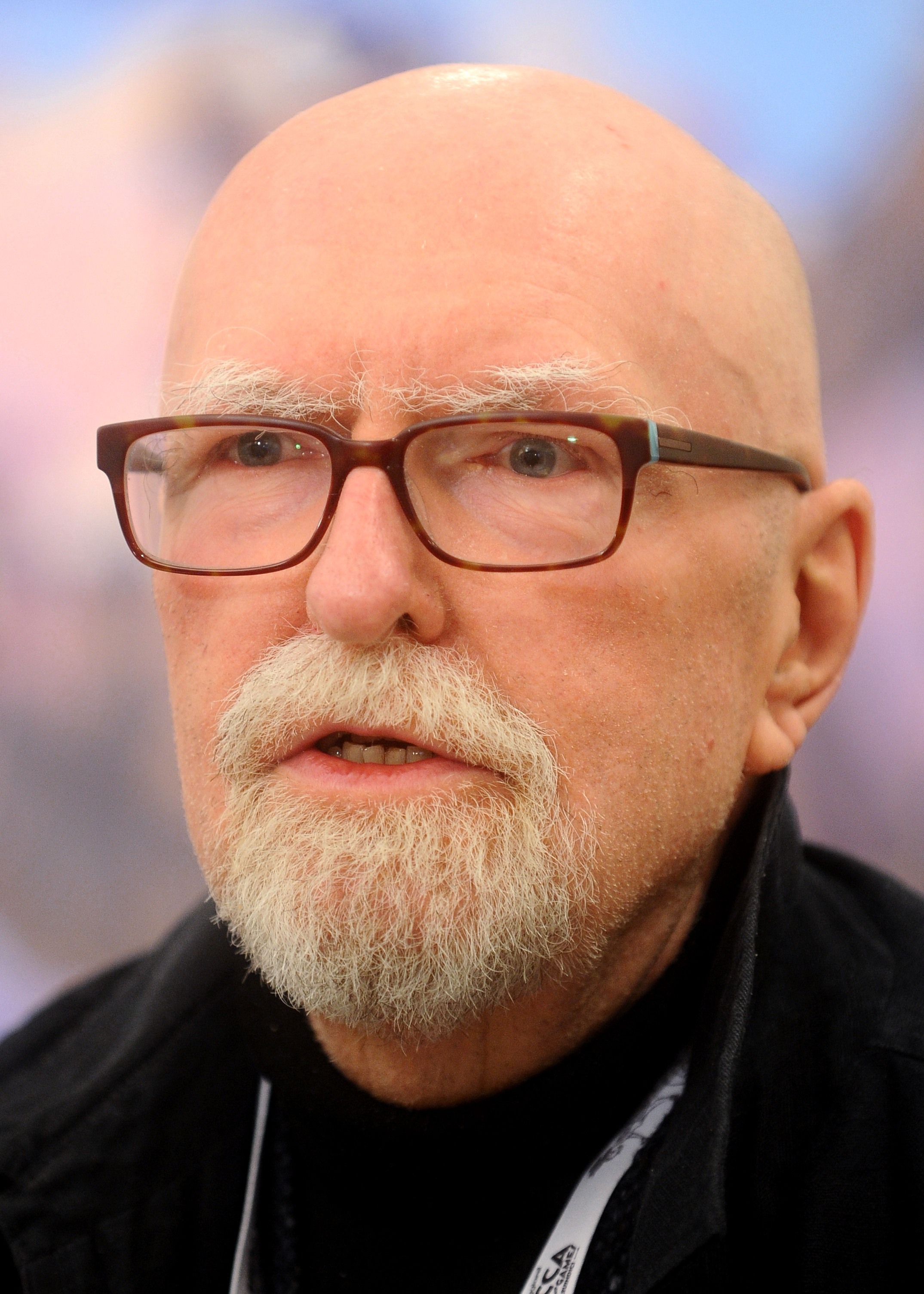
Herbie Brennan - Lucca Comics & Games 2015

James Herbert Brennan (* 5. Juli 1940 in Gilford, County Down, Nordirland; † 1. Januar 2024 in Tullow, County Carlow, Irland; meist nur J. H. Brennan; Pseudonyme: Herbie Brennan, Maria Palmer) war ein irischer Autor für Kinder- und Erwachsenenbücher und für Computer-Software und -spiele. Er arbeitete überdies für Radiostationen.

## Biografie
Im Teenageralter schrieb Brennan seinen ersten Roman, den er später auch an die Literaturagentur Curtis Brown Ltd. in London schickte. Er wurde jedoch abgelehnt und auch nach einigen Kurzgeschichten konnte Brennan die Agentur nicht überzeugen.
Mit 18 Jahren begann er dann mit dem professionellen Schreiben als Journalist.
Mit 24 Jahren wurde er jüngster Zeitungsherausgeber in seiner Heimat Irland.
Kurz danach schrieb Brennan seinen ersten Roman. Seitdem begann er, zahlreiche Bücher für Kinder und Erwachsene geschrieben. Diese wurden in mehr als fünfzig Ländern veröffentlicht und sind in einer Gesamtauflage von acht Millionen Exemplaren verlegt worden.
J. H. Brennan lebte im irischen County Carlow. Er starb nach langer Krankheit am 1. Januar 2024 im Alter von 83 Jahren.

## Bibliografie (Auswahl)

### Jugendbücher
- Faerie-Wars-Reihe
  - Faerie Wars. (2003). Deutsche Ausgabe: Das Elfenportal. dtv, München 2003, ISBN 3-423-24374-0.
  - The Purple Emperor. (2004). Deutsche Ausgabe: Der Purpurkaiser. dtv, München 2005, ISBN 3-423-24461-5.
  - Ruler of the Realm. (2006). Deutsche Ausgabe: Der Elfenpakt. dtv, München 2006, ISBN 3-423-24570-0.
  - Faerie Lord. (2007). Deutsche Ausgabe: Der Elfenlord. dtv, München 2007, ISBN 978-3-423-24637-8.
  - The Faeman Quest. (2011). Deutsche Ausgabe: Der Elfenthron. dtv, München 2012, ISBN 978-3-423-21359-2.
- Die wirklich Wahren. In: Herbie Brennan u. a.: Fantastische Geschichten. G & G Buchvertriebsgesellschaft, Wien 2000, ISBN 3-7074-0099-9.

### Kinderbücher
- Elfenquatsch. dtv, München 2003, ISBN 3-423-70811-5.
- Zartog aus dem All. dtv, München 2001, ISBN 3-423-70664-3.
- Think big. aus dem Engl. von Hanna Hammer. Ueberreuter, Wien 1999, ISBN 3-8000-1512-9.

### Sonstige Werke
- Astral-Projektion. Anleitung zu ausserkörperlichen Erfahrungen. Freiburg im Breisgau. Bauer. 1991.